# Ageneiosus inermis
El palmito, mandubá o mandubí cabezón (Ageneiosus inermis) es una especie de pez de agua dulce de la familia Auchenipteridae. 
Tiene color fondo blanco y manchas irregulares oscuras en dorso de cabeza y cuerpo, aleta caudal marginal de negro. Su cuerpo es largo y comprimido. Cabeza deprimida, perfil dorsal casi recto hasta el occipucio, y se eleva bruscamente hasta la espina dorsal; barbilla ósea alcanza el borde anterior del ojo. Su espina dorsal es fuerte y gruesa, igual que la cabeza. La espina pectoral es delgada y de bordes lisos. Presenta aletas:
- anal, se origina próxima a la caudal; es larga, sus radios prolongados forman un lóbulo
- caudal, ahorquillada, y el lóbulo superior más desarrollado, alcanza hasta 35 cm

Llega a 500 g de peso. Se alimenta de pequeños peces y de crustáceos.
La hembra tiene la espina dorsal más débil y más corta que la cabeza. Su aleta anal no tiene lóbulo anterior; y el perfil dorsal no se eleva tan bruscamente. Las barbillas carnosas son pequeñas y de bases óseas, no sobrepasando el maxilar.

## Ecología
Habita zonas con vegetales y de suaves corrientes. En las cuencas de los ríos Paraná Medio e Inferior; Uruguay Medio e Inferior; y Río de la Plata. Desova en el río Uruguay en noviembre y diciembre.
Se pesca en el río Uruguay todo el año, principalmente en agosto, septiembre, marzo y abril; y en el río Paraná en primavera, verano y comienzos del otoño.